# Caravela
Caravela är en sektor i Guinea-Bissau.   Den ligger i regionen Bolama-Bijagós, i den västra delen av landet, 80 km väster om huvudstaden Bissau. Caravela ligger på ön Ilha Caravela.